# Una rosa con amor (SBT)
Una rosa con amor es una telenovela Brasil producida por SBT, que se estrenó el 1 de marzo de 2010, en sustitución de Para la venta es un Velo de la Novia. Novela escrita por Tiago Santiago e inspirado por el trabajo de Vicente Sesso con colaboración Renata Dias Gomes y Miguel Paiva y la dirección general de la serie de televisión de Del Rangel. 
Tiene Carla Marins y Claudio Lins como protagonistas, Betty Faria, Isadora Ribeiro, Edney Giovenazzi y Toni Garrido como coestrellas y Monica Carvalho y Carlo Briani como los principales antagonistas de la historia.

## Sinopsis
Serafina Rose es una chica sencilla que vive en un pueblo de São Paulo, conocido como una casa de vecindad con sus padres Giovanni, Amalia, su hermana Terezinha, que se dedica a Milton y su hermano Dino. Ella trabaja en la compañía de Claude, un industrial francés que necesitan una visa de residente permanente para permanecer en el Brasil y usted puede comenzar un gran negocio con unos 10 millones de estadounidenses. Serafina está enamorada de su jefe, pero no puede imaginar. Claude tiene una alergia extraña que cada vez que escucha la palabra matriomonio y comienza a estornudar, tocir, sollozando, etc. Todos los residentes de la barriada se ven amenazados con el desalojo y la necesidad de un millón de dólares para poder comprarlo. Claude se dedica a Nara, una mujer ambiciosa hija de Giles, quien trabaja con Claude y también es un hombre ambicioso. Nara es el mejor amigo de Ercy. Nara, y Serafina terminar el conocimiento de una tienda de telas y discutir, pero Serafina ni imaginaba que Nara se dedica a Claude. Un día descubre a través de Frazão Claude, su socio y mejor amigo, él tendrá que estar casada con el fin de iniciar el negocio con los estadounidenses. Uno de los americanos que quieren negociar es el Sr. Claude Smith, un exitoso hombre de negocios que se reunieron Serafina después de haber alcanzado su cartera y se lo devolvió. Luego, a su vez la llevó a un restaurante. Pero Claudio no puede casarse con Nara, porque todavía está casada con un hombre que huyó y la dejó sola la crianza de sus dos hijos: Bobby, un niño imprudente y Rachel, una chica dulce que está saliendo con Sergio, el hijo de Juana, que viven en conventillo. Jane sueños de Sergio seguir una carrera como actriz, como ella. Claude no ve otra salida y luego le preguntó Serafina a casarse, a su vez, le daría un cheque por $ 1 millón, para comprar el solar. Entonces, los dos tienen un matrimonio de apariencias, con la intención de romper más tarde. Otro personaje notable de la novela es Pimpinoni, un buen hombre que vive en el solar y que entretiene a la gente con sus muñecos famosos. Es el mejor amigo de Serafina, y cuando ella descubre que ella se casará con Claude apariencias, trata de detener para que no estrrague su vida. También vive en el barrio, doña Pepa, una mujer con experiencia que vive y chismes chismes mejorar la vida de los demás y sus Afrânio, un camarero de restaurante que está enamorado de Serafina. Los dos siempre están peleando y haciendo participar a los otros. Un misterioso personaje de la novela es Roberta Vermont, una actriz de éxito y su carrera internacional. Es un gran amigo de Claude y tuvo un romance con él en el pasado. Ella es la mejor amiga de Alaba. En la compañía también obras de Claude Janet, que es muy aficionado a Serafina.

## Elenco
| Actor              | Personaje                     |
| ------------------ | ----------------------------- |
| Carla Marins       | Serafina Rosa Petrone         |
| Betty Faria        | Amália Petrone                |
| Cláudio Lins       | Claude Antoine Geraldi        |
| Edney Giovenazzi   | Giovani Petrone               |
| Mônica Carvalho    | Nara Paranhos de Vasconcellos |
| Toni Garrido       | Frazão                        |
| Isadora Ribeiro    | Roberta Vermont               |
| Patrícia Dejesus   | Alabá                         |
| Carlo Briani       | Egídio Paranhos               |
| Etty Fraser        | Antonieta                     |
| João Acaiabe       | Pimpinoni                     |
| Roberto Arduim     | Mr. Smith                     |
| Rubens Caribé      | Hugo / Antoninho              |
| Luciana Vendramini | Ninica                        |
| Gisele Fraga       | Alzira                        |
| Ana Carolina Lima  | Ercy                          |
| Nilton Bicudo      | Afrânio                       |
| Joana Limaverde    | Janete                        |
| André Cursino      | Sérgio                        |
| Márcia Kaplun      | Elisa                         |
| Renato Scarpin     | Dr. Freitas                   |
| Elan Lima          | Colibrí                       |
| Mila Ribeiro       | Dádi                          |
| Daniel Uemura      | Gurgel                        |
| Greta Antoine      | Cleide                        |

Apresentando
| Ator               | Personagem                      |
| ------------------ | ------------------------------- |
| Bruno Bezerra      | Dino Petrone                    |
| Fábio Rhoden       | Beto Paranhos de Vasconcellos   |
| Felipe Lima        | Milton                          |
| Marina Stacciarini | Raquel Paranhos de Vasconcellos |
| Sabrina Petraglia  | Terezinha Petrone               |
| Vanessa Kseib      | Sílvia                          |

Crianças
| Ator                | Personagem         |
| ------------------- | ------------------ |
| João Pedro Carvalho | Joãozinho          |
| Pietra Pan          | Miriam             |
| Guilherme Seta      | Amigo de Joãozinho |

Participaciones especiales
| Ator              | Personagem                |
| ----------------- | ------------------------- |
| Clarisse Abujamra | Catarina (Rosa Batateira) |
| Lúcia Alves       | Joana                     |
| Maria Cláudia     | Mrs. Smith                |

| Jussara Freire como Pepa |

## Producción
- Diez de los primeros capítulos fueron más por escrito de la parcela en el barrio de Bixiga en São Paulo como en la novela Vende-se um Véu de Noiva mostró que en la mayoría de Guaruja.

- "Una rosa con amor" marca el regreso de varios jugadores de unos años de distancia de la televisión, entre ellos André Cursino Luciana Vendramini Isadora Ribeiro, Joana Limaverde, entre otros.

- El elenco sufrió varios cambios: Bianca Rinaldi, el principio sería el protagonista Serafina Rosa Petroni, pero declinó la invitación a seguir en Rede Record, después de Renata Domínguez no aceptó la invitación , y estaba en la Rede Record, convirtiéndose así en el personaje a cargo de la actriz Carla Marins; EROM Cordero, fue citado a vivir los gemelos Hugo y Antoninho pero los personajes terminaron con Rubens Caribe ; Lucélia Santos  vivir Amália Petrone, sin embargo, el personaje terminó con Betty Faria como el villano de Nara, originalmente escrito para la actriz Thais Pacholek, terminó con Monica Carvalho. Paulo Figueiredo en vivo el carácter de Giles, pero con el tiempo se fue en Rede Record hacer la miniserie de A História de Ester y el papel para conseguir Carlo Brian.

- Primera novela Rhoden Fabio, Felipe Lima, Petraglia Sabrina, Stacciarini Marina, Kseib Vanessa y Ana Carolina Lima.

- El autor de la versión original de Uma rosa com amor, Vicente Sesso, criticó duramente el casting del elenco y de algunos cambios en la trama por el autor Tiago Santiago.

- En la víspera del estreno de la parcela, circularon rumores en los medios de comunicación de los desacuerdos entre el autor del argumento y el director Del Rangel, estos rumores negado por ambos.

- Muchos críticos han criticado la actuación de Luciana Vendramini, que en principio sería cómico, pero el personaje no tiene nada de cómic.

- En el lanzamiento de la novela, el actor Bruno Bezerra viene con una novia que es la Argentina y actriz brasileña Poliana López, con quien protagonizó Brasil Chiquititas, pero también sirve en la versión argentina interpletando "Mora" y la versión brasileña de "Polianna.

## Audiencia
- La primera novela que tuvo lugar el 01/03, con una puntuación media de cinco puntos, con temperaturas de 6 puntos, de acuerdo con los datos consolidados.[1]
- El 15 de abril de 2010 la novela registró su promedio más alto, 8.3 puntos y picos de 10.4. De pie en el vice-liderazgo.[2]
- La novela tiene un promedio de 6.7 puntos en la audiencia. Clausura en el tercer lugar.